# شريان عضدي رأسي
الشريان العضدي الرأسي أو الشريان عديم الاسم أو الشريان اللامسمى (بالإنجليزية:  Brachiocephalic artery أو brachiocephalic trunk أو  innominate artery)‏ والذي ينشأ من قوس الأبهر. هو شريان يقع في منطقة المنصف ، يمد الذراع الأيمن والرأس والرقبة بالدم.
هو أول شريان يتفرع من قوس الأبهر (الأورطي) ، ثم يتفرع بدوره إلى شريانين: الشريان السباتي الأصلي الأيمن والشريان تحت الترقوة الأيمن.
لا يوجد شريان عضدي رأسي في الجزء الأيسر من الجسم، ولكن الشريان السباتي الأصلي الأيسر و الشريان تحت الترقوة الأيسر ينشئان مباشرة من قوس الأبهر. ومع ذلك، فهناك وريدان عضديان رأسيان.

## البنيان
مكان نشوء (بداية) الشريان العضدى الرأسي هو نفس مستوى الحد العلوي للغضروف الضلعي الثاني الأيمن، من بداية قوس الأبهر، على مستوىً هو الأقرب إلى الجهة الأمامية لأصل الشريان السباتي الأيسر. ثم يصعد إلى أعلى بميل إلى الوراء، على يمين مستوى الحد العلوي من المفصل القسي الترقوي الأيمن، حيث يتفرع إلى الشريان السباتي الأصلي الأيمن و الشريان تحت الترقوة الأيمن. ثم يعبر الشريانُ القصبةَ الهوائيةَ أَمَامَهُ بميل من اليسار إلى اليمين، تقريبا عند منتصف القصبة الهوائية أي على مستوى الغضروف التاسع للقصبة الهوائية.
عند الرُضّع، فإنه غالبا ما يتفرع رأسيا إلى المفصل القسي الترقوي، داخل المثلث الأمامي من الرقبة.

### الفروع
يصعد الشريان الدرقي السفلي أمام القصبة الهوائية إلى الجزء السفلي من الغدة الدرقية، وهو الذي يزودها بالدم.

### التباين
الشريان العضدي الرأسي عادة لا يُخرج فروعاً، ولكن في بعض الأحيان ينشأ عنه فرع صغير يسمى الشريان الدرقي الأسفل، وأحيانا أخرى، ينشأ عنه فرع زعتري أو قصبي.
وتختلف تلك الأفرع اختلافاً كبيراً في الحجم، وتبدو وكأنها للتعويض عن نقص أو غياب أحد أوعية الغدة الدرقية الأخرى. وهي تنشأ من حين لآخر من الشريان الأبهر، والشريان السباتي الأصلي الأيمن، وشريان تحت الترقوة أو الشريان الصدري الداخلي.[بحاجة لمصدر]

## صور

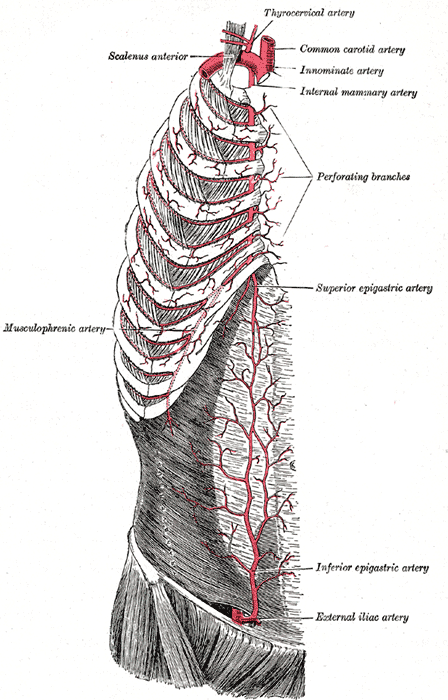
صورة تبين الشريان العضدي الرأسي (Innominate artery).
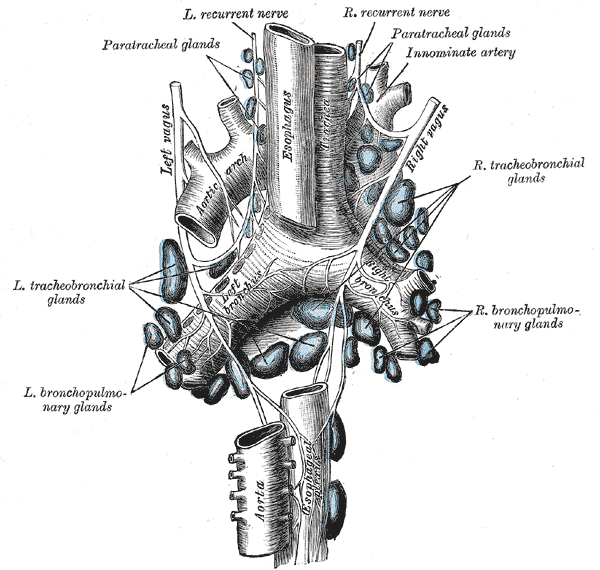
الغدد الليمفاوية الرغامية القصبية.
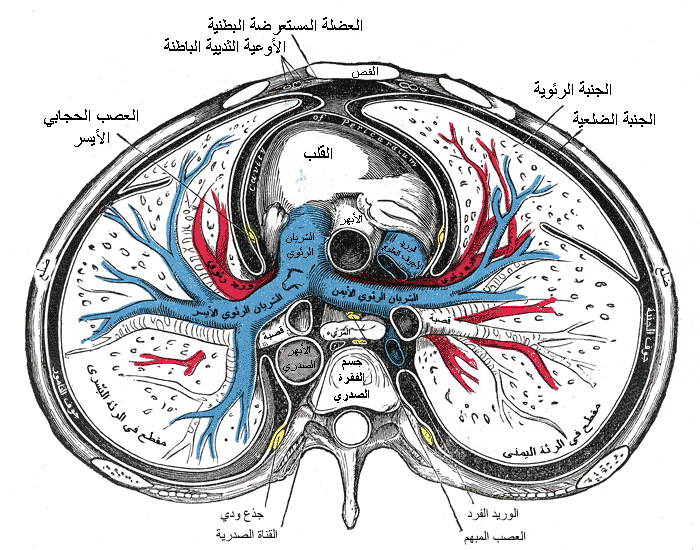
قسم عرضي للصدر ومنصف.
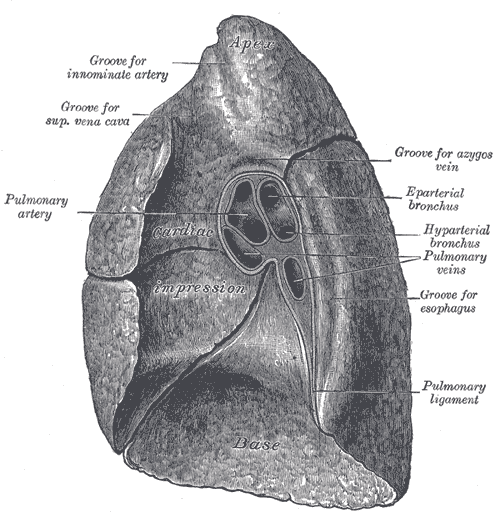
سطح المنصف للرئة اليمنى.
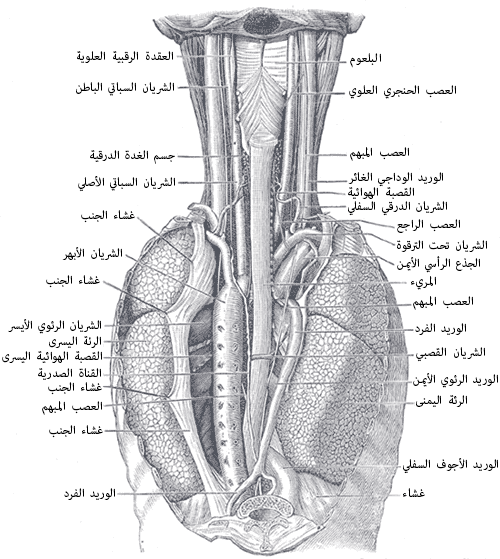
وضع المريء وعلاقاته بالمنطقة الرقبية والمنصف الخلفي. صورة من الخلف.
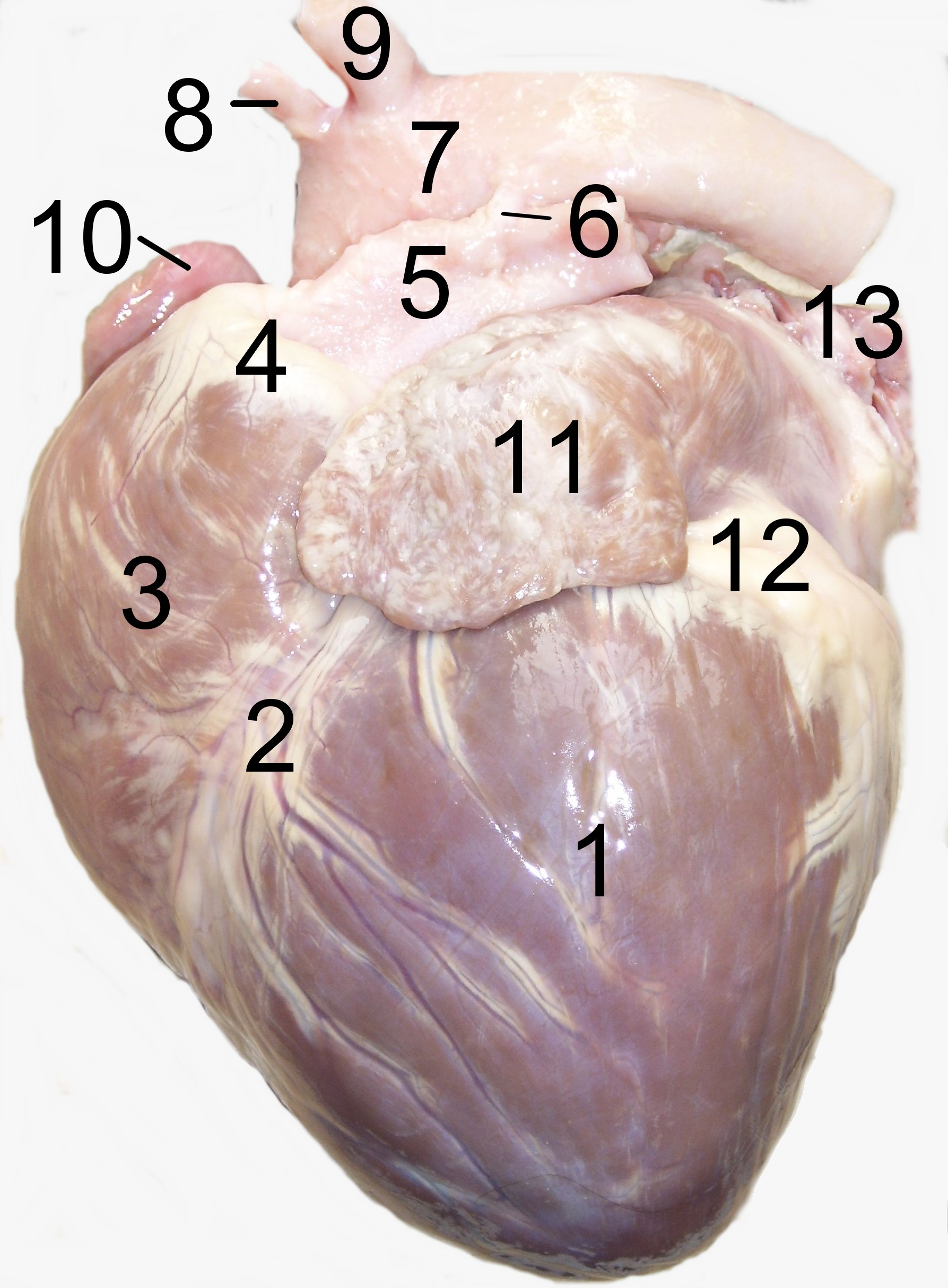
قلب كلب
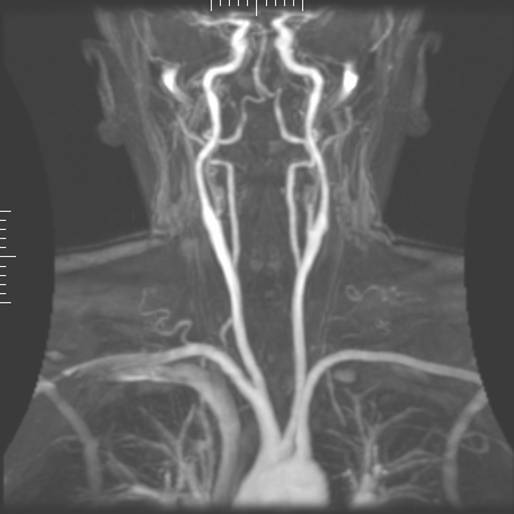
تصوير الأوعية السباتية بالرنين المغناطيسي

هذه المقالة تعتمد على مواد ومعلومات ذات ملكية عامة، من الصفحة رقم 548  الطبعة العشرين لكتاب تشريح جرايز لعام 1918.